# Glorification
Albums de Marduk
Heaven Shall Burn... When We Are Gathered
(1996) Live in Germania
(1997)
Glorification est le premier EP du groupe de black metal suédois Marduk. L'EP est sorti en septembre 1996 sous le label Osmose Productions.
Mis à part le premier titre, Glorification of the Black God, qui est une version refaite d'un titre de l'album Heaven Shall Burn... When We Are Gathered, tous les titres sont des reprises. Il y a dans l'EP des reprises des groupes Destruction, Piledriver et Bathory.

## Musiciens
- Legion – chant
- Morgan Steinmeyer Håkansson – guitare
- B. War – basse
- Fredrik Andersson – batterie

## Liste des morceaux
1. Glorification of the Black God (version ré-enregistrée) – 4:50
2. Total Desaster (reprise du groupe Destruction) – 3:49
3. Sex with Satan (reprise du groupe Piledriver) – 4:13
4. Sodomize the Dead (reprise du groupe Piledriver) – 2:07
5. The Return of Darkness & Evil (reprise du groupe Bathory) – 3:20